# الغريبة (الظهار)

تعديل مصدري - تعديل

الغريبة هي إحدى قرى عزلة ثواب الأسفل بمديرية الظهار التابعة لمحافظة إب، بلغ تعداد سكانها 792 نسمة حسب تعداد اليمن لعام 2004.